# Брахмагупта
Брахмагупта (на санскрит: ब्रह्मगुप्त) е индийски математик и астроном.
Автор е на 2 значими книги в тези области – теоретичния трактат „Брахмаспхутасидханта“ и по-практически ориентираната „Кхандакхадяка“. Те са съставени в елиптични стихове, според обичайната практика на индийската математика от онова време. Той е първият автор, дефинирал правилата за смятане с числото нула.

## Биография
Сведенията за живота на Брахмагупта са оскъдни и идват най-вече от собствените му книги. В стихове 7 и 8 на глава XXIV на „Брахмаспхутасидханта“ се казва, че текстът е съставен от него, когато е тридесетгодишен, през 628 година при управлението на владетеля Вяграмукха, от което следва, че Брахмагупта е роден около 598 година.
Коментаторите на Брахмагупта често го наричат велик учен от Бхиламала (днешен Бхинмал), град в днешен Раджастан, северозападна Индия, който по това време е столица на владетелите на Гурджара-Пратихара. Известно е, че името на баща му е Диснугупта.
Не е сигурно дали той е роден в Бхиламала или само прекарва голяма част от живота си там, покровителстван от владетеля Ваграмукха. Известно време той ръководи астрономическата обсерватория в Уджейн, като през този период пише четири книги – „Кадамекела“ (624), „Брахмаспхутасидханта“ (628), „Кхандакхадяка“ (665) и „Дуркеаминарда“ (672).

## Приноси към математиката

### Алгебра
В 18-а глава на „Брахмаспхутасидханта“ Брахмагупта дава решение на обобщеното линейно уравнение:
Разликата между рупите, преобърната и разделена на разликата на неизвестните, е неизвестното в уравнението. Рупите са [извадени предварително] под това, от което трябва да се извадят квадратът и неизвестното.
Това е решение на уравнението {\displaystyle bx+c=dx+e}, еквивалентно на {\displaystyle x={\tfrac {e-c}{b-d}}}, а рупи са наречени константите c и e.
По-нататък в същата глава Брахмагупта дава две еквивалентни решения на общото квадратно уравнение:
18.44. Намали със средното [число] квадратния корен на рупите умножен с четири пъти квадрата и увеличен с квадрата на средното [число]; раздели остатъка с два пъти квадрата. [Резултатът е] средното [число].
18.45. Каквото е квадратният корен на рупите, умножен с квадрата и увеличен с квадрата на половината неизвестно, намали с половината на неизвестното [и] раздели [остатъка] на неговия квадрат. [Резултатът е] неизвестното.
Тези 2 текста са решения на уравнението {\displaystyle ax^{2}+bx=c}, съответно:
{\displaystyle x={\frac {{\sqrt {4ac+b^{2}}}-b}{2a}}}
и
{\displaystyle x={\frac {{\sqrt {ac+{\tfrac {b^{2}}{4}}}}-{\tfrac {b}{2}}}{a}}.}
След това Брахмагупта дава решения на системи от уравнения с няколко неизвестни, в които първо желаната променлива трябва да бъде изолирана, след което уравнението да се раздели на нейния коефициент. Той нарича тази техника „стриване“:
18.51. Извади цветовете, различни от първия цвят. [Остатъкът] разделена на [коефициента на първия цвят] е мярката на първия. [Членовете] разглеждай два по два [редуцирани до] подобни делители [и така натататък] с повтаряне. Ако има много [цветове], стриването [трябва да се използва].
Подобно на алгебрата на Диофант, и тази на Брахмагупта е синкопирана. Събирането се означава с поставяне на числата едно до друго, изваждането – с поставяне на точка над умалителя, а делението – с поставяне на делителя под делимото, както и в съвременната нотация, но без дробна черта. Умножението, коренуването и неизвестните величини се означават със съкращения на съответните термини. Не е ясно до каква степен тази нотация е повлияна от елинистичната и дали двете системи нямат общ вавилонски първоизточник.

### Аритметика
Четирите основни аритметични действия – събиране, изваждане, умножение и деление – са известни на много култури дълго преди Брахмагупта, но неговата книга „Брахмаспхутасидханта“ изиграва важна роля за популяризирането в ислямския свят, а оттам и в Европа, на съвременната десетична бройна система с арабски цифри.
Брахмагупта описва умножението така:
Множимото се повтаря като въже за крава, докато остават части в множителя и повторно се умножава с тях, а произведенията се събират заедно. Това е умножение. Или множимото се повтаря толкова пъти, колкото са съставните части на множителя.
В началото на 12-а глава на „Брахмаспхутасидханта“, озаглавена „Пресмятане“, Брахмагупта описва подробно действията с дроби. Очаква се, че читателят познава основните аритметични действия, включително извличането на квадратен корен, макар че книгата обяснява изчисляването на кубове и кубични корени на цели числа, а след това и правила за улесняване на изчисляването на квадрати и квадратни корени. Описани са правила за работа с пет вида комбинации от дроби: {\displaystyle {\tfrac {a}{c}}+{\tfrac {b}{c}}}, {\displaystyle {\tfrac {a}{c}}\cdot {\tfrac {b}{d}}}, {\displaystyle {\tfrac {a}{1}}+{\tfrac {b}{d}}}, {\displaystyle {\tfrac {a}{c}}+{\tfrac {b}{d}}\cdot {\tfrac {a}{c}}={\tfrac {a(d+b)}{cd}}} и {\displaystyle {\tfrac {a}{c}}-{\tfrac {b}{d}}\cdot {\tfrac {a}{c}}={\tfrac {a(d-b)}{cd}}}.
Брахмагупта дава и решения за сбора на крайни редици от квадрати и кубове.
12.20. Сборът на квадратите е този [сбор], умножен по два пъти [броя на] стъпките, увеличен с едно [и] разделен на три. Сборът на кубовете е квадратът на този [сбор]. Много от тези [могат да се изчислят и] с еднакви топки.
Резултатът на Брахмагупта е изразен чрез сбора на първите n цели числа, а не със самия брой n, както е обичайно днес: сборът на квадратите на първите n естествени числа като n(n+1)(2n+1)/6, а сборът на кубовете им като (n(n+1)/2)².
„Брахмаспхутасидханта“ е най-старата известна книга, която споменава числото нула, поради което на Брахмагупта често се приписва въвеждането на концепцията за него. Дотогава нулата е използвана само като цифра или за обозначаване на отсъствие на количество, без да се извършват математически действия с нея, докато Брахмагупта излага правила за използването на нулата в аритметични действия.
В „Брахмаспхутасидханта“ са дефинирани основните действия с нула и с положителни и отрицателни числа:
18.30. [Сборът] на две положителни е положителен, на две отрицателни отрицателен; на положително и отрицателно е тяхната разлика; ако са равни, той е нула. Сборът на отрицателно и нула е отрицателно, на положително и нула е положително, на две нули е нула.
18.32. Отрицателно минус нула е отрицателно, положително [минус нула] е положително; нула [минус нула] е нула. Когато положително се изважда от отрицателно или отрицателно от положително, то се добавя.
18.33. Произведението на отрицателно и положително е отрицателно, на две отрицателни е положително и на положителни е положително; произведението на нула и отрицателно, на нула и положително или на две нули е нула.
Единствено дефиницията на Брахмагупта за деление на нула се отличава от съвременното разбиране:
18.34. Положително, разделено на положително, или отрицателно, разделено на отрицателно, е положително; нула, разделена на нула, е нула; положително, разделено на отрицателно, е отрицателно; отрицателно, разделено на положително, е отрицателно.
18.35. Отрицателно или положително, разделено на нула, има [нула] за делител или нула, разделена на отрицателно или положително, [има това отрицателно или положително за делител]. Квадратът на отрицателно или положително е положително; на нула е нула. Това, на което [квадратът] е квадрат е [неговият] квадратен корен.
Тук Брахмагупта казва, че {\displaystyle {\tfrac {0}{0}}=0}, а по въпроса за {\displaystyle {\tfrac {a}{0}}}, където {\displaystyle a\neq 0}, не взима ясно становище. Неговите правила за аритметически действия с нула и с отрицателни числа са близки до използваните в наши дни, с изключение на делението на нула, резултатът от което в съвременната математика е оставен неопределен.

## Съчинения
Основният труд на Брахмагупта „Усъвършенствано учение на Брахма“ („Брахма-спхута-сидханта“) съдържа 25 раздела:
1. За състоянието на земното кълбо и формата на небето и Земята.
2. За въртенето на светилата и определянето на времето; за това, как да се определи средното положение на светилото; за определението на синуса на дъгата.
3. Съставяне на таблица за светилата.
4. За три проблема, а именно: за сянката, за изминалата част от деня и за хороскопа; а също за това, как да се изведе едното от другото.
5. За това, как светилата се появяват из зад лъчите на Слънцето и как се скриват зад тях.
6. За това, как се появява младата месечина, и за нейните два рога.
7. За лунното затъмнение.
8. За слънчевото затъмнение.
9. За сянката на Луната.
10. За съединяването и противостоянието на светилата.
11. За размерите на светилата.
12. Критика на съдържанието в книгите и таблиците, и за различаване на правилното и неправилното.
13. За аритметиката и нейното използване при изчисляване на разстоянията и в другите случаи.
14. За определяне средното положение на телата.
15. Как се коригират таблиците за светилата.
16. За точното изследване на трите проблема.
17. За отклонението на затъмненията.
18. За точното определяне на появяването на младата месечина и нейните два рога.
19. За метода „кутака“.
20. За изчисленията на размера на стиховете и метриката.
21. За окръжностите и инструментите.
22. За четирите измервания на времето – по Слънцето, по изгрева, по Луната и по лунните фази.
23. За знаците на числата и цифрите в стихотворните съчинения по този предмет.
24. За доказателствата неизползващи математика.

Втората работа на Брахмагупта, „Кхандакхадяка“ е фундаментален труд по астрономия.